# Jean Willybiro-Sako
Jean Willybiro-Sako, né le 11 mai 1946 à Berbérati en Haute Sanga (actuel Mambéré-Kadéï), est un homme politique et diplomate centrafricain, qui a notamment exercé de nombreuses fonctions ministérielles.

## Jeunesse et Famille
Jean Willybiro-Sako est le septième fils d'une famille de treize enfants. Il passe son enfance dans la région de Haute Sanga, dans la ville de Berberati. Il est père de sept enfants.

## Études
Élève au lycée Barthélémy Boganda de Bangui, il y obtient son baccalauréat de philosophie.
Il se dirige ensuite vers une formation d'Officier de Police, à l'École Nationale de Police de Bangui, avant d'obtenir son diplôme de Commissaire de police de l'École Supérieure de Police d'Abidjan, puis un diplôme de l'Académie Internationale de Police de Washington aux États-Unis.
Il s'inscrit à l'Université d'Orléans en 1975 où il obtient une Maîtrise de droit privé. L'année suivante, il obtient un Diplôme d'Etudes Approfondies en Sciences Criminelles à l'Université Paris-Nanterre. En 1977, il sort diplômé de l'Institut de Criminologie de l'Université de Paris II, avec un mémoire sur Le phénomène du vol et ses conséquences dans la délinquance centrafricaine.

## Carrière professionnelle
Nommé Directeur Général à la Sûreté Nationale en 1979, il mène de nombreuses actions pour réformer l'institution policière en favorisant la création de nouveaux services, tels la Compagnie Nationale de Sécurité ou l'Office Central de Répression du Banditisme, et en transformant la Direction de la Sûreté en Direction Générale de la Police Nationale.
De 1983 à 1985, il est nommé Directeur général de la police centrafricaine.
En 1993, il devient Inspecteur Général des Services au Ministère de la Sécurité et de l’Administration du Territoire, et ce jusqu'en 1996. En parallèle, il préside, de 1994 à 1995, la Commission Supérieure d’Arbitrage de la Banque de Développement des États d’Afrique Centrale.
En 1997, il devient Magistrat, conseiller à la Cour de cassation, poste qu'il occupe jusqu'en 2001.
De 2001 à 2006, il devient Coordonnateur du secrétariat technique du Comité national de lutte contre le VIH/Sida.

## Carrière politique
En 1980, il est appelé pour la première fois au gouvernement en tant que ministre de la Sécurité publique (1980-1981). Il occupe, par la suite, de nombreux postes ministériels : secrétaire d'État à l'Intérieur (1985-1986) ; ministre chargé du secrétariat général du gouvernement (1986-1987) ; ministre de la Santé publique et des Affaires sociales (1987-1989) ; ministre de la Justice, Garde des Sceaux (1989-1990) ; ministre de l'Administration du territoire et de la Sécurité publique du gouvernement d'union nationale, porte-parole du gouvernement (1996-1997).
De mai 2004 à juin 2005, il préside la Commission électorale mixte indépendante, lors de la crise centrafricaine de 2005. Cette commission assure l'organisation des élections présidentielles et législatives de 2005, avec le soutien des Nations unies.  Son action est alors saluée comme celle d'une personne intègre et indépendante,.
En novembre 2006, il devient ambassadeur extraordinaire et plénipotentiaire, Haut représentant de la République centrafricaine auprès de la France.
En novembre 2010, il est sollicité pour intégrer de nouveau un gouvernement comme ministre d'État. Il est successivement ministre d'État chargé de l'Administration du territoire et de la Décentralisation, puis ministre d'État à l'Enseignement supérieur et à la Recherche scientifique,.

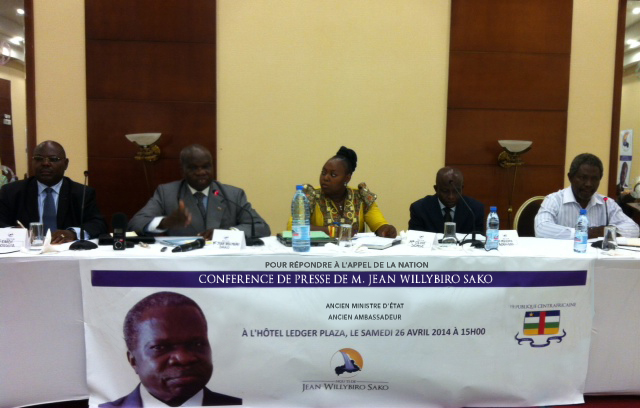
Conférence de presse à Bangui, le 26 avril 2014.

En janvier 2013, il quitte le Gouvernement pour devenir le chef de la délégation gouvernementale centrafricaine à la rencontre de Libreville sur la crise en Centrafrique,,. Cette rencontre permet de conclure l’accord politique de Libreville sur la résolution de la crise politico-sécuritaire en République centrafricaine du 11 janvier 2013. Se fondant sur l’accord de paix global de Libreville du 21 juin 2008 et les recommandations du dialogue politique inclusif du 20 décembre 2008, ce nouvel accord était résolu à renforcer l’État de droit, la bonne gouvernance politique, économique et sociale ainsi que le respect des droits de l’homme et des libertés fondamentales.
Son action politique est marquée, tout au long de sa carrière au service de la République centrafricaine, par une totale indépendance politique, n'ayant jamais adhéré ou revendiqué un quelconque ralliement à un parti ou dirigeant politique.
Le 26 avril 2014, Jean Willybiro-Sako annonce, à Bangui, sa candidature à l'élection présidentielle centrafricaine de 2015. Il renouvèle son engagement le 17 mai 2014 lors d'une conférence avec la diaspora centrafricaine à l'Espace Congrès de l'UIC, à Paris.
En juillet 2014, Jean Willybiro-Sako participe activement à la signature des accords de cessation des hostilités à Brazzaville entre les différentes factions en conflit en République centrafricaine. Il préside, tout d'abord, la Commission préparatoire de cessation des hostilités lors des ateliers de Bangui, avant de participer directement aux travaux de la Commission de cessation des hostilités lors du forum de Brazzaville qui aboutiront à la signature des accords de Brazzaville du 23 juillet 2014.
Le 7 mai 2015, lors du forum de Bangui sur la réconciliation nationale, Jean Willybiro-Sako est élu président de la Commission Gouvernance par ses pairs. Il a dirigé les discussions concernant des sujets relatifs à la gouvernance administrative et la gouvernance politique de la République centrafricaine. Les travaux de la commission Gouvernance ont abouti à plusieurs propositions sur les thèmes des élections, la durée de la transition, ainsi que, entre autres, l'Éducation Nationale et la Fonction Publique,.
Jean Willybiro-Sako est le premier et unique diplomate centrafricain à avoir sa bibliographie publiée à titre gratuit par le Who's Who de Londres.

## Autres fonctions occupées
- Représentant du chef de l'État à la réunion de Libreville, Gabon, sur la situation de crise de l'Angola - 1989
- Représentant du ministre des Affaires étrangères à la Conférence des ministres des Affaires étrangères de l'OUA, Addis-Abeba, Éthiopie - 1987 et 1989
- Représentant du chef de l'État à la Conférence au sommet des pays non-alignés de Harare, Zimbabwe - 1986
- Consultant auprès de la Banque mondiale
- Consultant auprès de l'UNICEF
- Consultant auprès du Programme des Nations-Unies pour le Développement PNUD
- Consultant auprès de l'Organisation internationale de la francophonie
- Membre de la Commission épiscopale « Justice et Paix » de l'Église catholique de Centrafrique

## Spécialisations
- Décaissement, passation des marchés et gestion financière : Banque mondiale, Yaoundé, Cameroun - juin 2002
- Rédaction des rapports nationaux sur les droits de l'homme : École Internationale de Bordeaux, France - 1995
- Stratégie globale des gestions de crise : École Nationale Supérieure de la Police, Lyon, France - 1994
- Micro-planification et décentralisation : UNICEF, Dakar, Sénégal - 1993
- Sécurité et droits de l'homme : Institut international de police, Paris, France - 1979

## Principales Publications
- Le rôle des Forces de Sécurité et des Agents chargés de l’Application des Lois dans la Protection des Droits de l’Homme
- La protection des Droits des Enfants dans les Conflits Armés
- La loi, Source de Justice et d’injustice
- Des principes et convictions à une véritable protection juridique en Afrique[26]
- Démocratie et droits de l'homme en République centrafricaine[27]
- Le rôle de la justice dans le développement de la R.C.A[28]

## Distinctions honorifiques

### Centrafrique
- Grand officier de l'ordre de la reconnaissance centrafricaine
- Grand officier du Mérite Centrafricain
- Commandeur des Palmes académiques
- Médaille d'or du Sport
- Médaille d'honneur de la Police centrafricaine

### Autres
- Commandeur de l'ordre national du Mérite (France)
- Citoyen d'honneur de la ville de Newport News (États-Unis)